# 高州机场
高州机场，又称石仔岭机场，是广东省高州市的一个已废弃的通用机场。

## 历史
1930年春，陈济棠电令茂名县政府从县库拨款在城南石仔岭兴建军民两用飞机场，当年5月21日破土，6月28日竣工。机场面积208769平方米，耗资银元5256.92元。开通时试航茂名——广州航线，十日一班。试航数月因客流不足停航。抗战后期，盟军飞机曾在此空投军用物资及降落。
解放后该机场委託地方代管，林业部门利用土地办起机场苗圃。1958年中央军委总参谋部决定，保留原茂名机场作为空军3630部队的后备机场。
1985年12月，经广州军区空军批准，省林业厅拔款，省民航局派出技术人员前来指导高州县重修机场跑道及附属建筑。第一期修复工程于1986年1月4日动工，2月25日竣工，修复后的主跑道长600米、宽50米，停机坪可停放两架飞机，同时建设附属的杀虫药池。修复后作为高州、信宜、阳春等地飞播造林及森林除虫使用的通用机场。1986-1991年，民航中南局先后派多架飞机为高州、信宜、电白等地进行飞播和除虫工作。

### 书目
- 茂名市地方志编纂委员会.  第一版. 郑州: 生活·读书·新知三联书店. 1997. ISBN 7-108-01088-7. OCLC 46859198.
- 高州市地方志编纂委员会.  第一版. 北京: 中华书局. 2006. ISBN 7-101-04916-8. OCLC 276532173.